# 氣泡星雲 (NGC 6822)
在巴納德星系內的氣泡星雲官方正式的名稱是Hubble 1925 I(羅馬數字的1)，當時他首度被記錄為Hubble 1925。它包括明亮的電離氫區發射。它位於巨大的Hubble III西北方。

## 註解
1. 1 2 3 4 5 6 7  NED 2007
2. ↑  Karachentsev et al. 2004
3. ↑  Karachentsev & Kashibadze 2006
4. ↑  Cannon et al. 2006

## 外部連結
- WikiSky上关于NGC 6822的内容：DSS2, SDSS, GALEX, IRAS, 氢α, X射线, 天文照片, 天图, 文章和图片